# Italiaans kenteken

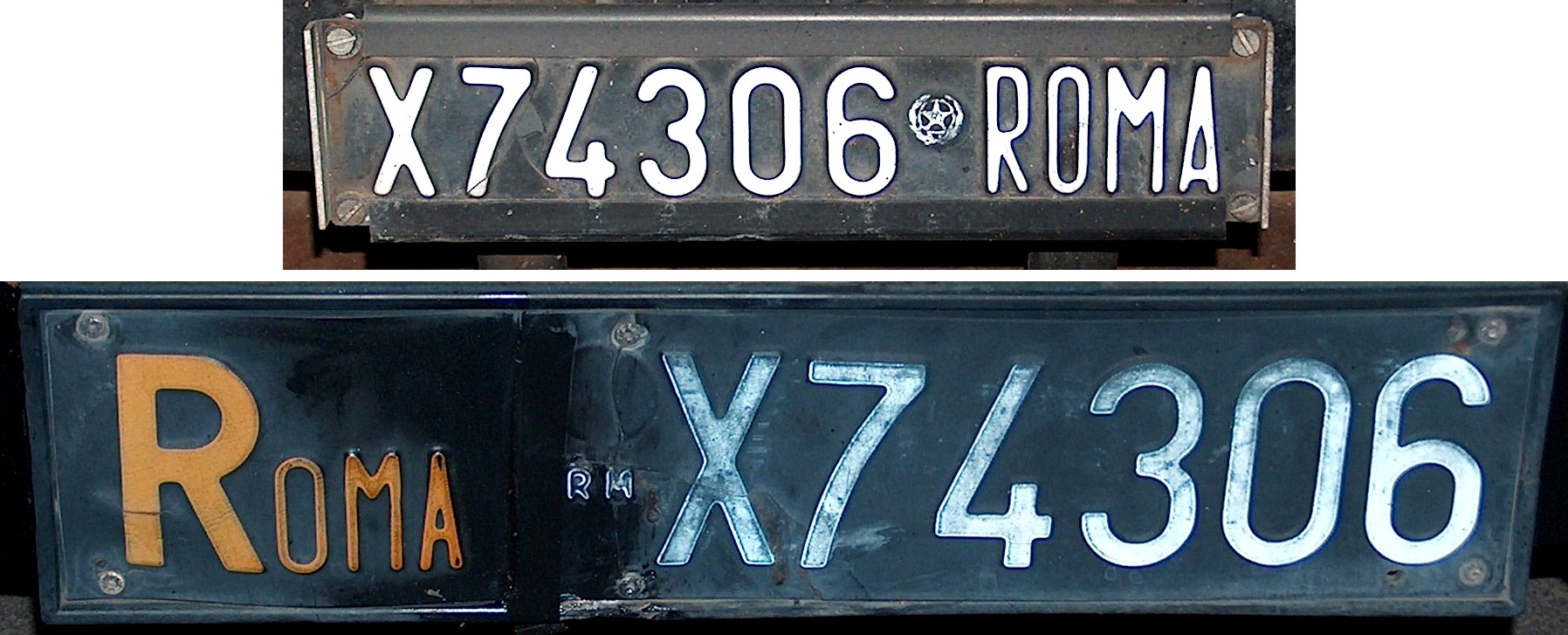
oude tweekleurige Italiaanse kentekenplaat uit Rome; voor- en achterzijde

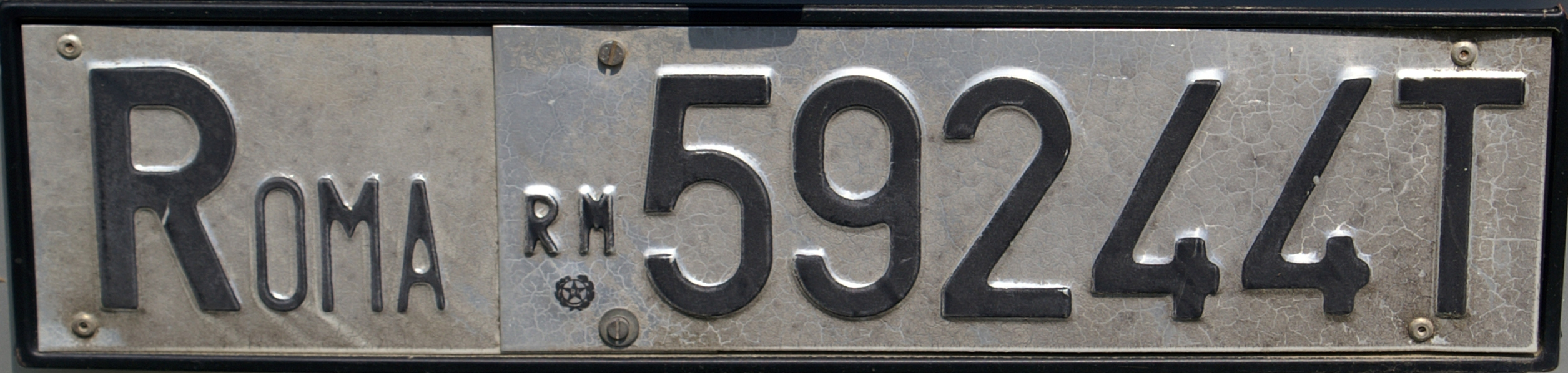
oude witte Italiaanse autokentekenplaat uit Rome

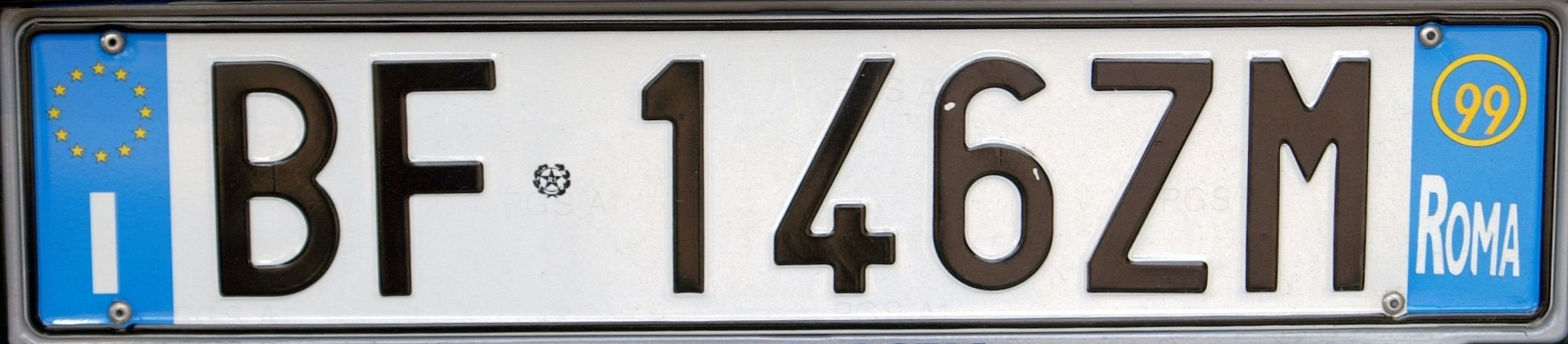
huidige Italiaanse autokentekenplaat uit Rome

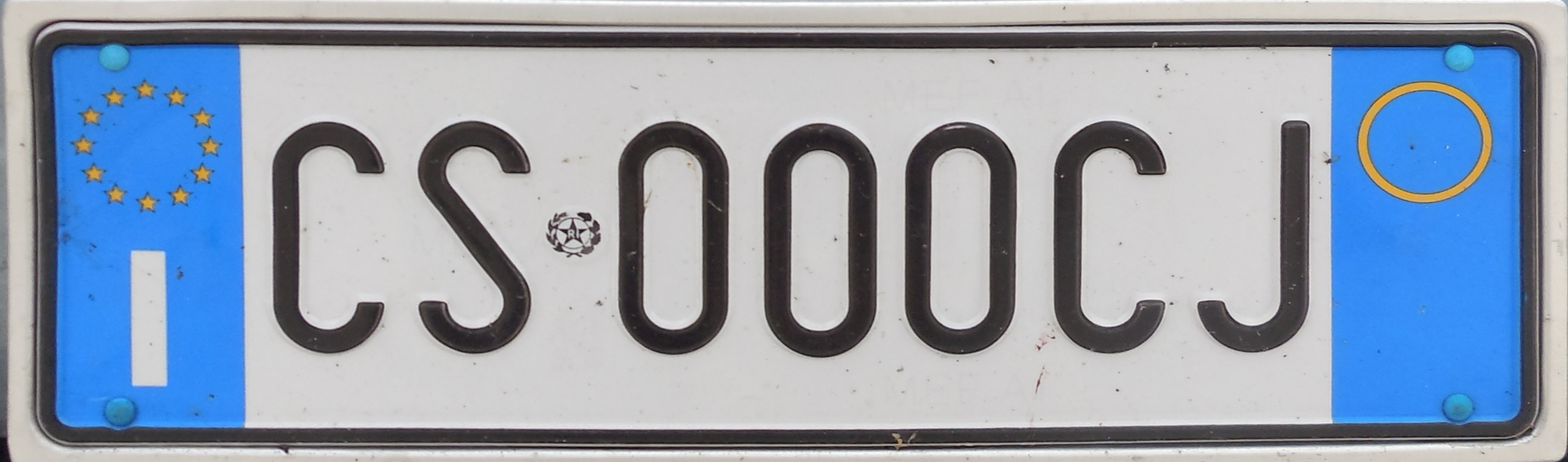
huidige Italiaanse autokentekenplaat zonder provinciecode

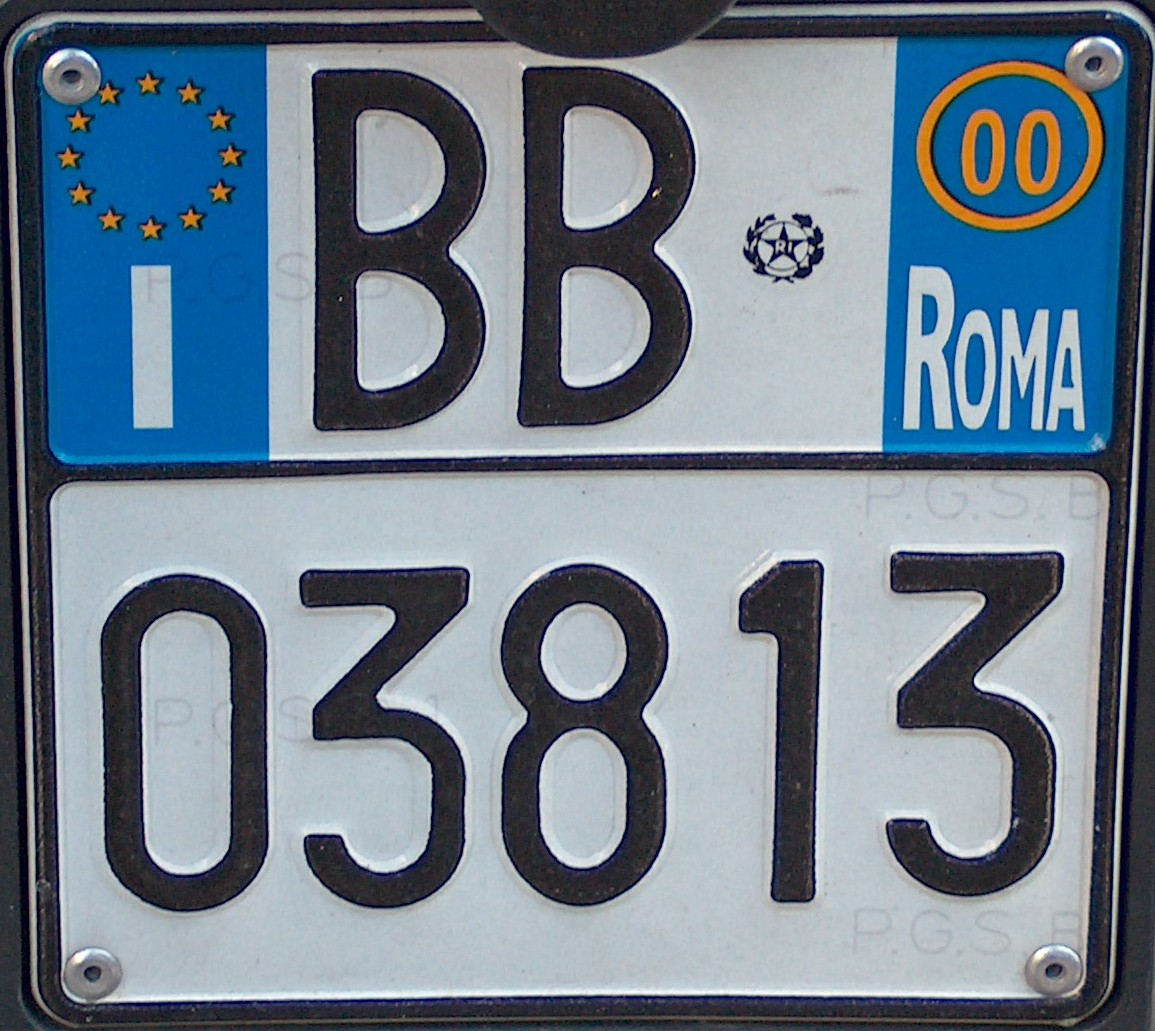
Italiaanse motorkentekenplaat

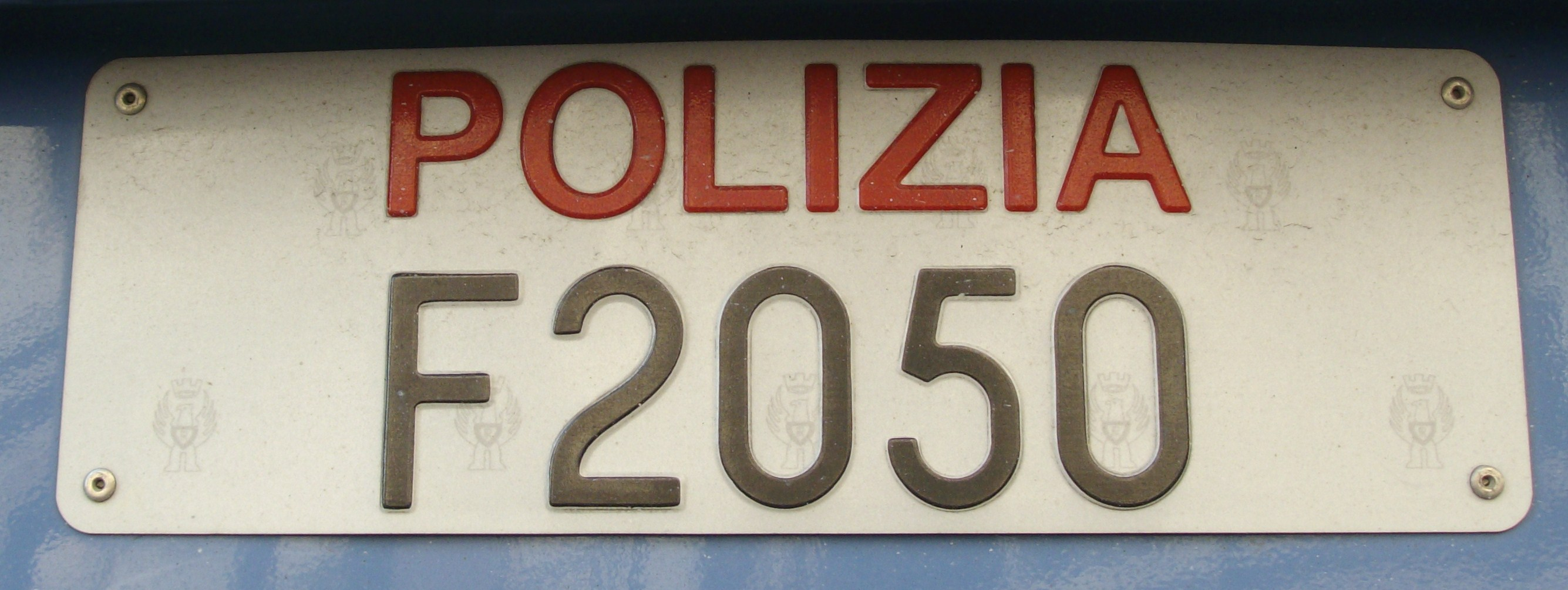
Italiaanse politie autokentekenplaat

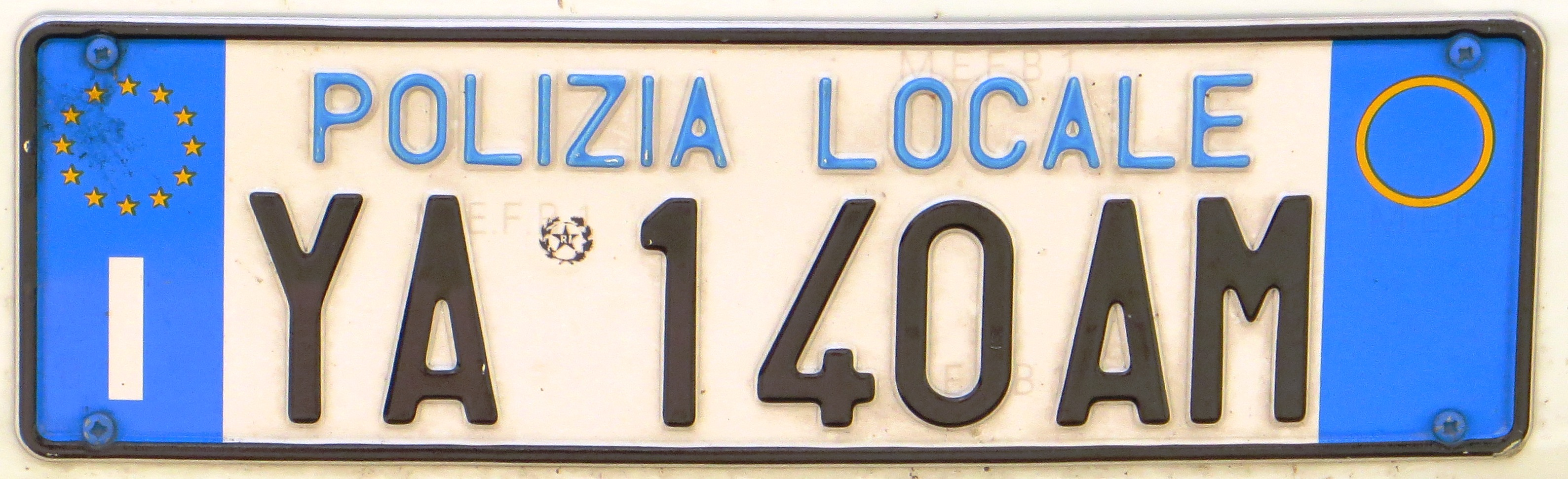
lokale politie autokentekenplaat

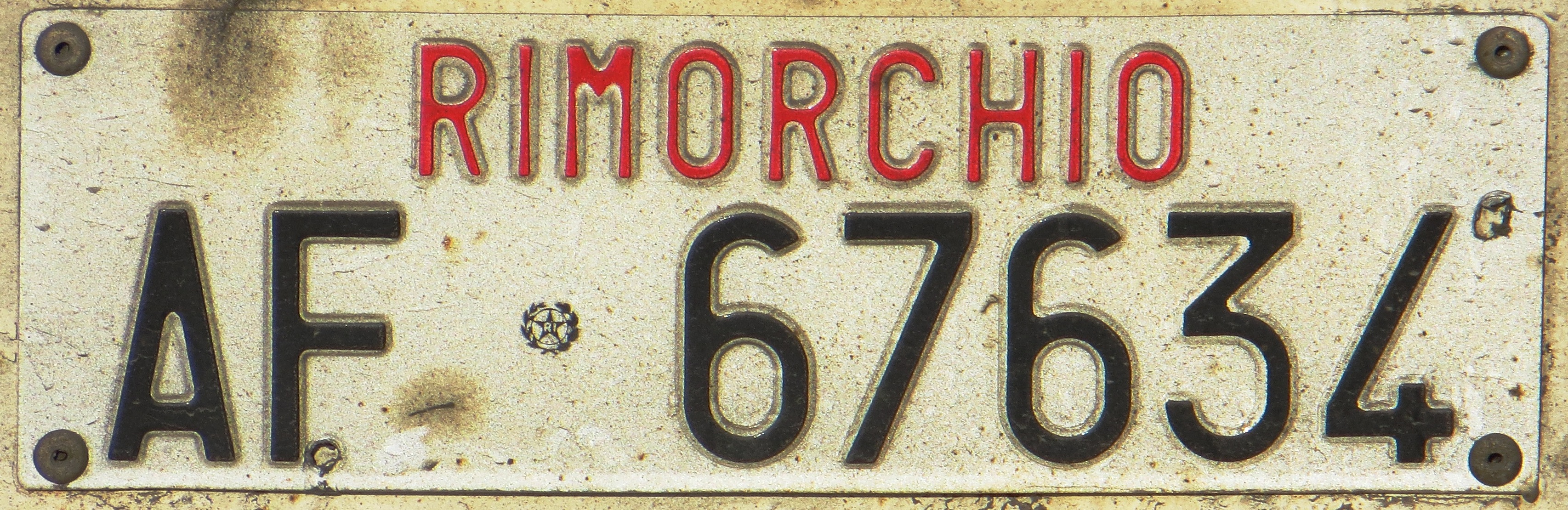
Italiaanse aanhanger kentekenplaat

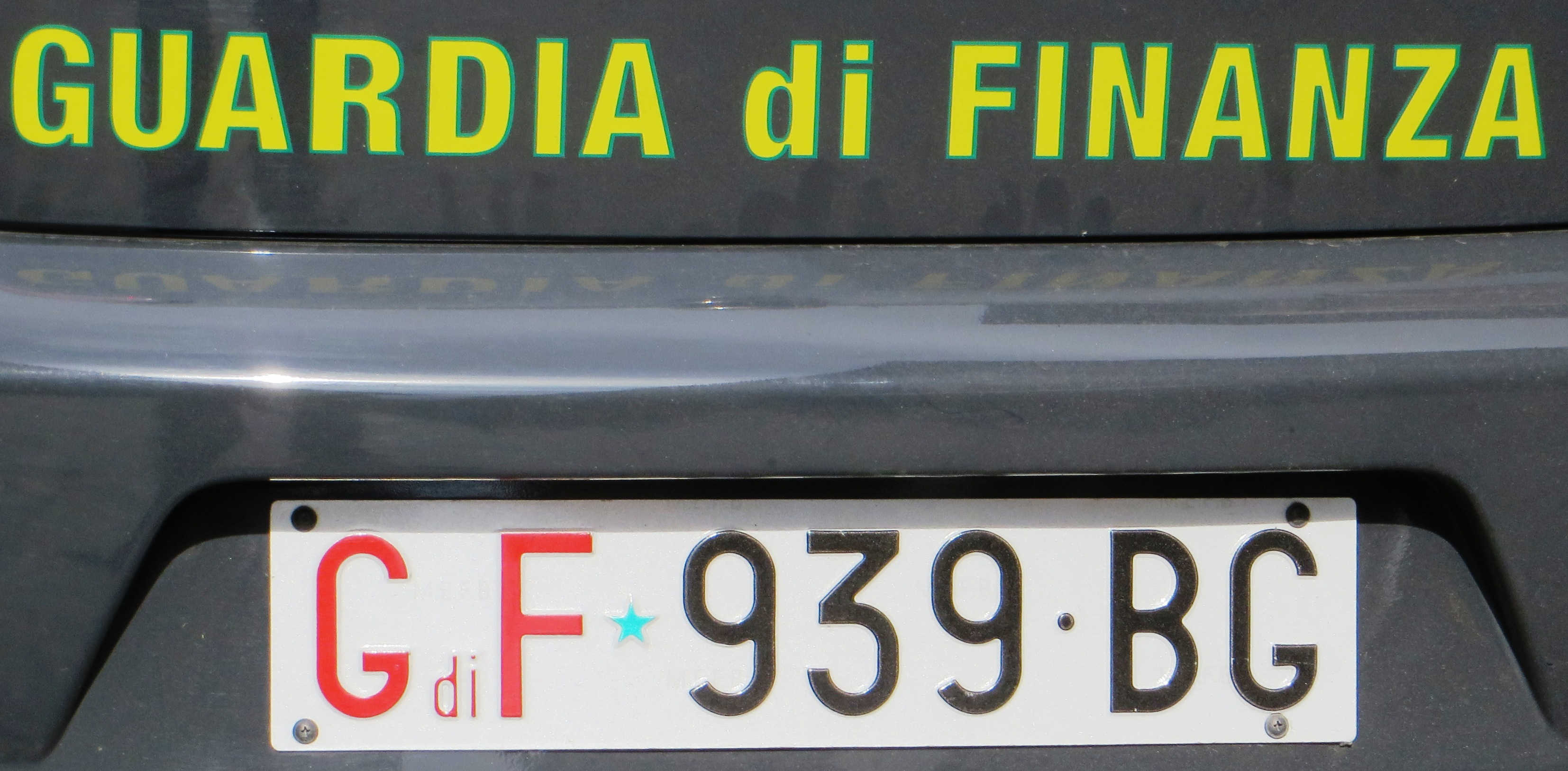
Guardia di Finanza kentekenplaat

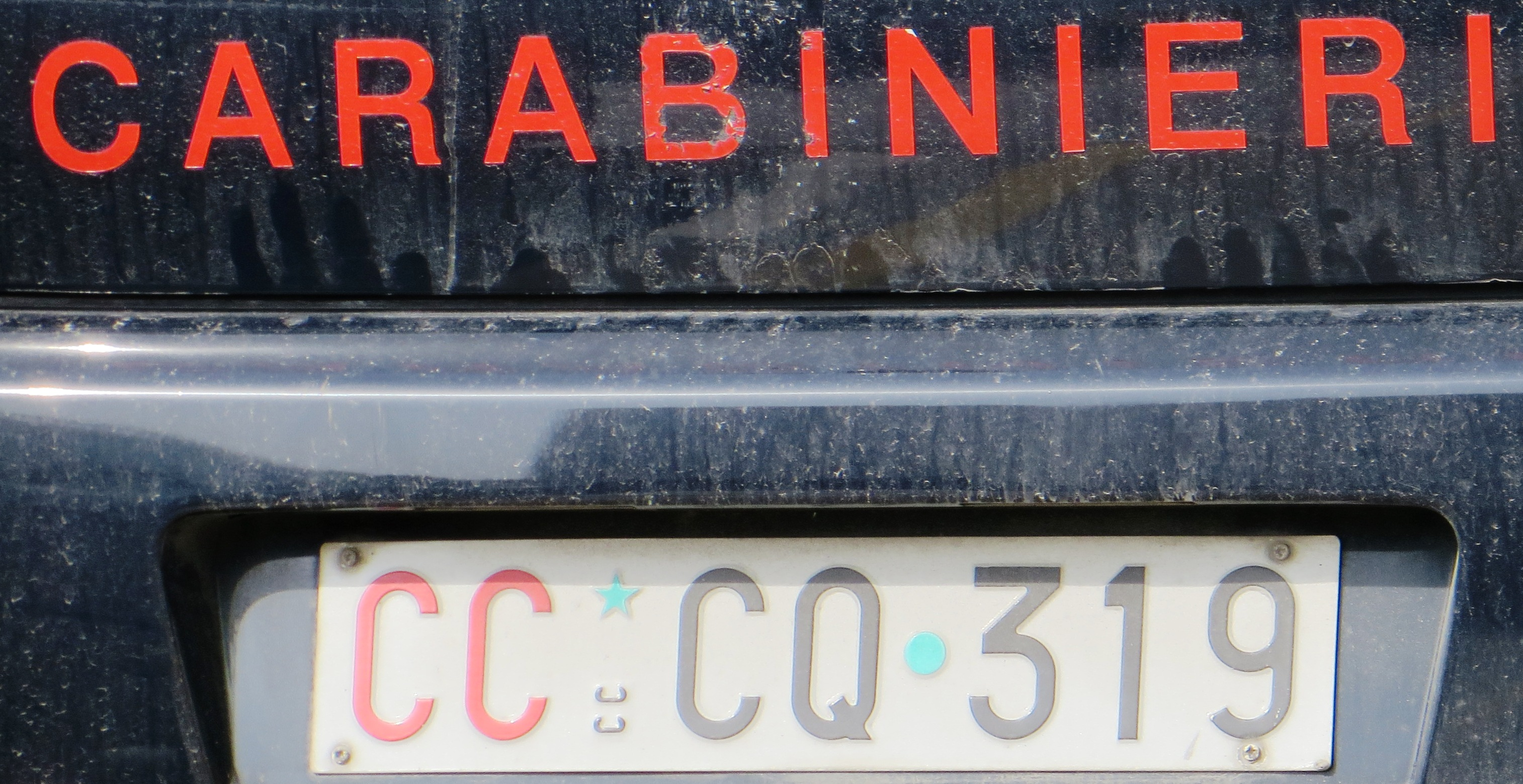
Carabinieri kentekenplaat

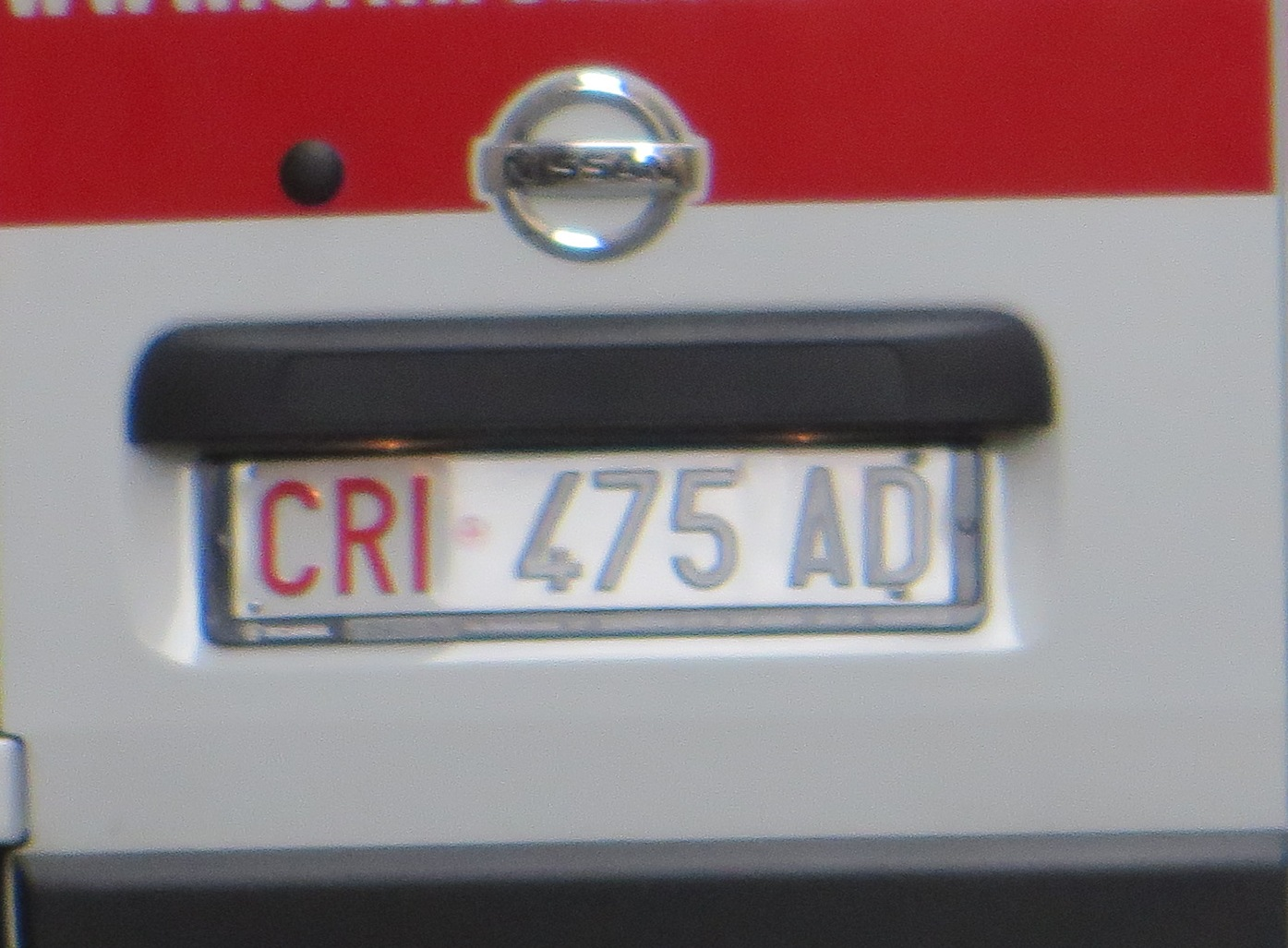
Ambulance kentekenplaat

Een Italiaans kenteken bestaat uit een zwarte cijfer- en lettercombinatie op een witte achtergrond.
De kentekenplaat van een auto bestaat uit vier letters en drie cijfers in de vorm AA 999 AA. Motoren en opleggers hebben een kentekenplaat met twee letters en vijf cijfers in de vorm AA 00000. Aan de voorzijde van een voertuig wordt een kleine kentekenplaat gevoerd (360 bij 110 mm), aan de achterzijde een groter (520 bij 110 mm of 297 bij 214 mm).
Aan de linkerkant staat een blauwe band met de vlag van de Europese Unie en daaronder de landcode I.
Aan de rechterkant staat eveneens een blauwe band met daarin een gele cirkel met het jaar van registratie. Tot 1999 werden kentekens door de provincie uitgegeven en begon elk kenteken met de tweeletterige provinciecode. De provincie Rome hanteerde voluit ROMA. Sinds 1999 worden nationale kentekens uitgegeven. Veel Italiaanse kentekens voeren in de rechterband ook nog de provinciecode, hoewel deze niet verplicht is. 
Voor de invoering van de Europese plaat in 1999, werden zwarte (tot 1985) en witte (1985-1999) platen gebruikt met resp. witte en zwarte cijfer- en lettercombinatie. De kentekens aan de achterzijde waren tussen 1974 en 1985 voorzien van een oranje gekleurde provinciecode. Bij de zwarte platen aan de voorzijde kwam de provinciecode achter de cijfer- en lettercombinatie.
De nog veel gevoerde provinciecodes zijn doorgaans in hoofdletters van gelijke grootte, maar er zijn uitzonderingen. Op kentekens van de autonome provincie Trente, de autonome provincie Valle d'Aosta en de autonome provincie Bolzano-Alto Adige is de tweede letter kleiner met daarboven het provinciale wapen. Op kentekens uit de hoofdstad Rome wordt de tweelettercode vervangen door "Roma".

## Lijst van provinciecodes
| AG | Agrigento       | AL   | Allessandria        | AN | Ancona                | AO | Aosta            | AP | Ascoli Piceno      |  |  |
| AQ | L'Aquila        | AR   | Arezzo              | AT | Asti                  | AV | Avellino         | BA | Bari               |  |  |
| BG | Bergamo         | BI   | Biella              | BL | Belluno               | BN | Benevento        | BO | Bologna            |  |  |
| BR | Brindisi        | BS   | Brescia             | BT | Barletta-Andria-Trani | BZ | Bolzano (Bozen)  | CA | Cagliari           |  |  |
| CB | Campobasso      | CE   | Caserta             | CH | Chieti                | CL | Caltanissetta    | CN | Cuneo              |  |  |
| CO | Como            | CR   | Cremona             | CS | Cosenza               | CT | Catania          | CZ | Catanzaro          |  |  |
| EN | Enna            | FC   | Forlì-Cesena        | FE | Ferrara               | FG | Foggia           | FI | Florence (Firenze) |  |  |
| FM | Fermo           | FR   | Frosinone           | GE | Genua (Genova)        | GO | Gorizia          | GR | Grosseto           |  |  |
| IM | Imperia         | IS   | Isernia             | KR | Crotone (Kroton)      | LC | Lecco            | LE | Lecce              |  |  |
| LI | Livorno         | LO   | Lodi                | LT | Latina                | LU | Lucca            | MB | Monza              |  |  |
| MC | Macerata        | ME   | Messina             | MI | Milaan                | MN | Mantua (Mantova) | MO | Modena             |  |  |
| MS | Massa-Carrara   | MT   | Matera              | NA | Napels (Napoli)       | NO | Novara           | NU | Nuoro              |  |  |
| OR | Oristano        | PA   | Palermo             | PC | Piacenza              | PD | Padua (Padova)   | PE | Pescara            |  |  |
| PG | Perugia         | PI   | Pisa                | PN | Pordenone             | PO | Prato            | PR | Parma              |  |  |
| PT | Pistoia         | PU   | Pesaro e Urbino     | PV | Pavia                 | PZ | Potenza          | RA | Ravenna            |  |  |
| RC | Reggio Calabria | RE   | Reggio Emilia       | RG | Ragusa                | RI | Rieti            | RN | Rimini             |  |  |
| RO | Rovigo          | Roma | Rome                | SA | Salerno               | SI | Siena            | SO | Sondrio            |  |  |
| SP | La Spezia       | SR   | Syracuse (Siracusa) | SS | Sassari               | SV | Savona           | TA | Taranto            |  |  |
| TE | Teramo          | TN   | Trente              | TO | Turijn (Torino)       | TP | Trapani          | TR | Terni              |  |  |
| TS | Triëst          | TV   | Treviso             | UD | Udine                 | VA | Varese           | VB | Verbania           |  |  |
| VC | Vercelli        | VE   | Venetië             | VI | Vicenza               | VR | Verona           | VS | Medio Campidano    |  |  |
| VT | Viterbo         | VV   | Vibo Valentina      |    |                       |    |                  |    |                    |  |  |